# Движение за свободное Папуа

Флаг, используемый многими сторонниками движения

Движение за свободное Папуа, также Движение «Свободное Папуа» (индон. Organisasi Papua Merdeka, OPM) — обобщающее название политических и военизированных группировок, выступающих за отделение от Индонезии принадлежащих ей территорий в западной части острова Новая Гвинея, исторически населённых папуасами. Оформилось к середине 1960-х годов — вскоре после вхождения соответствующей части этого острова в состав Индонезии в качестве провинции Ириан-Джая (в настоящее время эта индонезийская территория разделена на шесть провинций). Вооружённое противостояние между сторонниками движения и индонезийскими силовыми структурами известно как конфликт в Папуа, которые международными экспертами оценивается как вялотякущий.
С организационной точки зрения ДСП не является единой, централизованной структурой: позиции и тактика различных сепаратистских группировок неодинаковы, многие из них находятся в конфликте друг с другом. Общими требованиями являются суверенизация индонезийских территорий Новой Гвинеи и изгнание оттуда некоренного населения, которое в некоторых провинциях к настоящему времени по численности стало вполне сопоставимо с папуасским и имеет тенденцию к дальнейшему росту. Большая часть группировок практикует насильственные методы борьбы либо, по меньшей мере, считает их оправданными.
В 1984 году частью сепаратистских группировок было провозглашено государство Республика Западное Папуа, до настоящего времени остающееся непризнанным и фактически виртуальным. Вооружённые формирования сторонников ДСП дислоцируются в труднодоступной лесистой, преимущественно горной местности на удалении от крупных населённых пунктов. Их численность достоверно не известна: некоторые полевые командиры заявляют о постоянном наличии в строю двух сотен вооружённых бойцов и о возможности при необходимости поставить под ружье до семи тысяч человек. По оценкам международных экспертов, в силу разобщённости этих формирований, их низкой обеспеченности вооружением и материальными ресурсами, их действия ни в какие периоды не представляли серьёзной военной угрозы для индонезийских властей. В последние десятилетия деятельность сторонников ДСП ограничивается спорадическими вылазками: убийствами и похищениями сотрудников индонезийских административных структур и представителей некоренного населения, а также демонстрацией сепаратистской символики.
В Индонезии движение считается террористической структурой, однако на международном уровне террористическим не признано. В некоторых странах его представители открыто ведут пропагандистскую и общественную деятельность.